# Самійлівка (Саратовська область)
Самійлівка  — селище міського типу (з 1967) в Росії, муніципальне утворення у складі Самійлівського району Саратовської області. Чисельність населення — 6 489 жителів (2020).
Залізнична станція Південно-Східної залізниці Три Острова на лінії Балашов I — Петров Вал. Селище розташоване на березі річки Терса.

## Історія
Виникла як слобода, в середині XVIII століття; заснована українськими переселенцями-втікачами з Київщини, з-під гніту пана Самойлова, в 1750 році, через що дістала назву Самійлівка. Згодом до них долучилися втікачі з Полтавської, Харківської та Чернігівської губерній. Ставши державними, селяни зайнялися чумацтвом — перевозили сіль з озера Ельтон. За іншою інформацією, назване на честь гетьмана Івана Самойловича, котрий отримав ті землі в дарунок.
В 1928 році Самійлівка стає центром Самійлівського району Балашовського округу Нижньо-Волзького краю (з 1936 року — в складі Саратовської області).
Статус селища міського типу — з 1967 року. В селищі споруджено пам'ятник Тарасові Шевченку.

## Ансамбль бандуристів
У листопаді 1972 року, в рамках співробітництва Дніпропетровської та Саратовської областей, до Самійлівки була запрошена викладач з Дніпропетровська Лідія Воріна, яка, перед тим, створила ансамбль бандуристок «Чарівниці», у Дніпропетровську. В Самійлівці вона організувала гурт з тією ж назвою — «Чарівниці». Одразу по створенні, ансамбль став переможцем районного та обласного конкурсів художньої самодіяльності, і, у березні 1973 року, виступав на Всеросійському огляді сільської художньої самодіяльності в Кремлівському палаці, після чого отримав звання народного.
В 1974 році обидва колективи Воріної давали концерти в Дніпропетровській та Саратовській областях. У 1979 році самійлівський ансамбль-супутник дніпропетровських «Чарівниць» був учасником спільних концертів з материнським гуртом в Дніпропетровську та Саратові, в 1981 році — в Саратові, у 1982 році спільно записали телепередачу на Дніпропетровському обласному радіо та телебаченні. В червні 2001 року дніпропетровські бандуристки навідалися в гості до самійлівських колег на їх запрошення, де виступили зі спільними концертами по Самійлівському району.
Колектив є переможцем та лавреатом обласних, регіональних, зональних, всеросійських та міжнародного конкурсів.